# Hvozdavka Druha, Bârzula
Hvozdavka Druha (în ucraineană Гвоздавка Друга) este un sat în comuna Zelenohirske din raionul Bârzula, regiunea Odesa, Ucraina.

## Demografie
Componența lingvistică a localității Hvozdavka Druha
     Ucraineană (93,39%)
     Română (5,4%)
     Rusă (1,21%)
Conform recensământului din 2001, majoritatea populației localității Hvozdavka Druha era vorbitoare de ucraineană (93,39%), existând în minoritate și vorbitori de română (5,4%) și rusă (1,21%).